# Rolf Maurer
Rolf Maurer (* 16. April 1938 in Hedingen; † 6. Juni 2019 ebenda) war ein Schweizer Radsportler.

## Sportliche Laufbahn
1955 begann er seine radsportliche Laufbahn. 1956 konnte er sich beim Strassenrennen von Courtételle für die damalige schweizerische A-Klasse der Amateure qualifizieren. Bereits 1957 wurde Rolf Maurer Schweizer Meister der Amateure in der Einerverfolgung. 1959 errang er mit seinem Verein seinen zweiten und dritten Landesmeistertitel, diesmal im Mannschaftszeitfahren und in der Mannschaftsverfolgung. 1960 begann er seine Profi-Karriere beim schweizerischen Team Tigra, er hatte zunächst einen Vertrag als Unabhängiger. Dadurch konnte er bei den Rennen auch noch der Amateure starten. Ihm gelangen 1961 zwei Etappensiege bei der Tunesien-Rundfahrt, und er konnte im folgenden Jahr die Tour de l’Avenir (bei der er dann Zweiter wurde) bestreiten. Bei seiner ersten Teilnahme an der Tour de l’Avenir 1961 wurde er 47. der Gesamtwertung. 1963 und 1965 wurde er Dritter im Eintagesrennen München–Zürich. Seinen grössten Erfolg feierte er 1964, als er die Tour de Suisse mit einem Vorsprung von 1:58 Minuten für sich entscheiden konnte. 1965 siegte er in der Schellenberg-Rundfahrt. 1969 beendete Maurer seine Karriere.

## Erfolge
1960
- Giro del Mendrisiotto

1961
- Meisterschaft von Zürich

1963
- eine Etappe Tour de Romandie
- eine Etappe Tour de l’Avenir

1964
- Gesamtwertung Tour de Romandie
- Gesamtwertung und zwei Etappen Tour de Suisse

1966
- eine Etappe Tirreno–Adriatico

1968
- GP Campagnolo
- eine Etappe Tour de Suisse
- Vier-Kantone-Rundfahrt

## Berufliches
Rolf Maurer absolvierte eine Ausbildung zum Bauhandwerker.